# Roy McKenzie

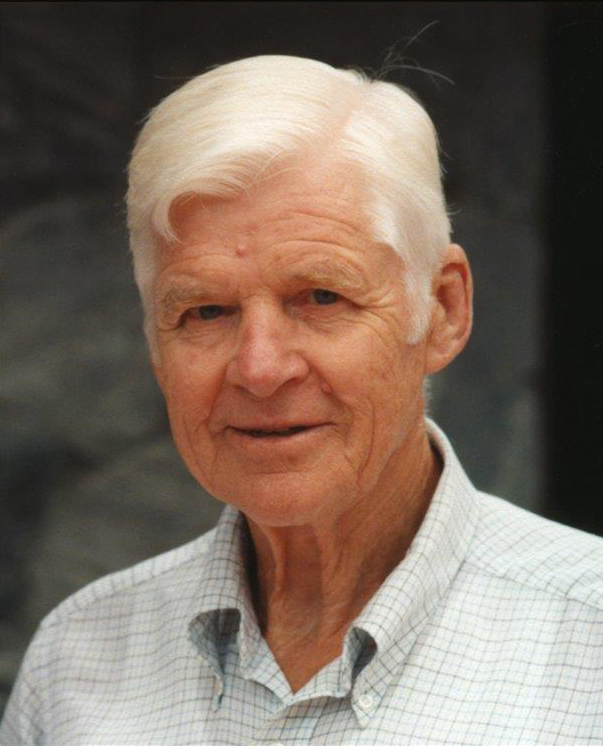
Sir Roy Allan McKenzie

Roy Allan McKenzie (7. November 1922 – 1. September 2007) war ein neuseeländischer Pferdezüchter und Skisportler.

## Biografie
McKenzie war der Sohn von Sir John McKenzie, der die Einzelhandelskette McKenzies gründete. Er wurde in Wellington geboren und ging an die Timaru Boys’ High School. Im Anschluss besuchte er die University of Otago. Während des Zweiten Weltkriegs diente er in der Royal New Zealand Air Force und der Royal Air Force als Bombenschütze. Er heiratete Shirley Howard im Jahr 1948 und sie hatten drei gemeinsame Kinder – Peter, John und Robyn.
Er war Kapitän der neuseeländischen Skimannschaft bei den Olympischen Winterspielen 1952, den ersten Olympischen Winterspielen, an denen Neuseeland teilnahm. Da er sich kurz zuvor verletzte, konnte er nicht an Wettkämpfen teilnehmen. Als Skispringer, der er hobbymäßig auch war, liegt seine persönliche Bestweite bei 25,3 m, die er am Coronet Peak, Neuseeland sprang, Das ist bis heute Neuseelands Landesrekord.
Nach dem Krieg arbeitete er als Wirtschaftsprüfer und war von 1949 bis 1970 Geschäftsführer von McKenzies (NZ) Ltd. Außerdem war er als Direktor für mehrere andere Unternehmen tätig.
Ab 1955 war er Direktor des Pferdegestüts Roydon Lodge und züchtete, trainierte und fuhr Rennen mit vielen führenden Pferden, darunter Roydon Glen, Sundon, Game Pride, Smooth Fella, Scottish Command, Jay Ar, Bonnie Frost, Captain Adios und Castleton's Pride und Garcon Roux.
Von 1947 bis 1993 war McKenzie Mitglied des Vorstands des JR McKenzie Trust, der 1940 von seinem Vater gegründet worden war, um einen Teil der Gewinne seiner Unternehmen zugunsten der neuseeländischen Bevölkerung zu verteilen. McKenzie war 23 Jahre lang Vorsitzender des Trusts. Er gründete zwei weitere Förderorganisationen: die McKenzie Education Foundation und die Roy McKenzie Foundation.
McKenzie war außerdem Schirmherr des Outward Bound Trust und Ratsmitglied des Council for Educational Research. 1978 half McKenzie bei der Gründung von Neuseelands erstem Hospiz, Te Omanga. Er war außerdem Wohltäter und Gründungsförderer des Seabrook McKenzie Centre, das Menschen mit besonderen Lernschwierigkeiten und ihren Familien hilft. 1990 spielte er eine wichtige Rolle bei der Gründung von Philanthropy New Zealand, einem regelmäßigen Treffen gemeinnütziger Gruppen in Neuseeland.
Bei den New Year Honours 1989 wurde McKenzie für seine Verdienste um Bildung und die Gemeinschaft zum Knight Commander des Order of the British Empire ernannt. Bei den Queen’s Birthday Honours 1995 wurde er zum Mitglied des Order of New Zealand ernannt, und die Victoria University of Wellington und die Massey University verliehen ihm die Ehrendoktorwürde.
Ein Film über sein Leben, Giving It All Away, wurde 2004 gedreht und auf dem SXSW Film Festival 2005 gezeigt.
McKenzies Sohn Peter war für seine Arbeit im Naturschutz bekannt.